# Orkaanseizoen van de Grote Oceaan 2012
Het orkaanseizoen van de Grote Oceaan 2012 begon op 15 mei 2012 en zal eindigen op 30 november 2012. Dit orkaanseizoen betreft twee verschillende gebieden en daarmee eigenlijk twee verschillende seizoenen. Oostelijk van de 140e graad westerlengte begint het seizoen op 15 mei, in het gebied westelijk ervan tot aan de datumgrens begint het seizoen op 1 juni. Voor beide gebieden eindigt het seizoen op 30 november. Tropische depressies, die zich ten oosten van de 140e graad westerlengte vormen, krijgen het achtervoegsel "-E" (East) achter hun nummer. Tropische depressies, die zich tussen de 140e graad westerlengte en de datumgrens vormen, krijgen het achtervoegsel "-C" (Central). Als een tropische storm een naam krijgt uit het centrale gebied, staat achter de naam in het kopje '(C)' vermeld.

## Cyclonen

### Tropische storm Aletta
Tropische storm Aletta vormde als tropische storing op 12 mei op ongeveer 890 km ten zuidzuidwesten van Acapulco, Mexico. De storing verplaatste zich snel naar het noordwesten waar het later stationair werd. Vanaf die stationaire periode sterkte de storm het in rap tempo aan. In de vroegere uren van 14 mei werd bekend dat de storing was aangesterkt tot Tropische depressie One-E. Later die dag waardeerde het National Hurricane Center de depressie op tot tropische storm. Nadat de storm haar piekintensiteit had bereikt met windsnelheden van 85 km/u, kwam de storm in een gebied met ongunstige omstandigheden met toenemende windschering en droge lucht. In de ochtend van 17 mei werd tropische storm Aletta gedegradeerd tot een tropische depressie. Op 18 mei begon Aletta veel convectie te verliezen in het westen en het zuiden toen de storm draaide naar het noordoosten. De dag erna, op 19 mei, werd Aletta een posttropische cycloon.

### Orkaan Bud
Op 12 mei vormde er zich een lagedrukgebied net ten zuiden van het oosten van Panama. Het systeem organiseerde langzaam terwijl het zich naar het westen verplaatste. Drie dagen later kreeg de storm een uitbarsting van convectie en zorgde ervoor dat het National Hurricane Center dit systeem verder in de gaten gingen houden. Op 17 mei verdween door windschering veel convectie van dit systeem en begon later, op 20 mei, weer snel aan te sterken. De dag erna rapporteerde het NHC dat de depressie was aangesterkt tot de tweede tropische storm van het seizoen: Two-E. Bud sterkte op 24 mei aan tot categorie 1 en later die dag zelfs naar categorie 2. En het aansterken ging nog steeds door want nog diezelfde dag promoveerde Bud tot categorie 3 terwijl hij bijna de kust van West-Mexico was. In de middag van 25 mei zwakte Bud af, terwijl het aan land kwam in West-Mexico. De daarop volgende 24 uren zwakte Bud verder af en in de vroege morgen werd het een lagedrukgebied.

### Orkaan Carlotta
Een tropische golf organiseerde zich snel in het oosten van de Grote Oceaan op 13 juni en werd later die avond nog opgewaardeerd tot tropische depressie Three-E. De volgende dag werd de depressie een tropische storm en kreeg de naam "Carlotta". Hierna kwam Carlotta in een gebied met goede weersomstandigheden waardoor de storm kon aansterken tot een orkaan van de tweede categorie orkaan. Op 15 juni zwakte Carlotta af tot categorie 1 en kwam aan land bij Puerto Escondido, Mexico met maximumwindsnelheden van 90 mp/h (145 km/u). Nadat de storm aan land was gekomen, zwakte ze verder af tot een tropische depressie vanwege het bergachtig terrein langs de kustlijn. Carlotta trok hierna westwaarts en verdween laat 16 juni als lagedrukgebied. De restanten gingen later op in een trog van lage druk.

### Orkaan Daniel
Vroeg op 12 juli begon het National Hurricane Center een gebied te monitoren op 764 km ten zuidzuidoosten van Acapulco. De volgende 24 uren bekwam de storing beter georganiseerd en werd er op 3 juli een 'Tropical Cyclone Formation Alert' uitgegeven. De dag erna werd de organisatie in de storing beter om als Tropical Depression Four-E te worden beschouwd. Op 4 juli was de depressie genoeg aangesterkt om de naam Daniel als tropische storm te krijgen. Vanaf de naamgeving sterkte de storm langzaam aan in een gebied met goede weersomstandigheden. Daniel zat 2 dagen in dat gebied en was na die twee dagen een orkaan geworden. Nog 2 dagen later was de storm een orkaan van de derde categorie geworden met windsnelheden van 115 mp/h (185 km/u) en een luchtdruk van 961 millibar. Na deze periode van aansterkingen begon het systeem langzaam kracht te verliezen om pas op 18 juli te verdwijnen als lagedrukgebied voorbij de internationale datumgrens.

### Orkaan Emilia
Op 7 juli verkreeg een lagedrukgebied boven Mexico genoeg kracht en organisatie om verklaard te mogen worden als tropische depressie Five-E op 800 km ten zuidzuidwesten Acapulco. Later diezelfde dag strekte de depressie aan tot een tropische storm met de naam Emilia, om daarnaast de vijfde storm met naam te worden in dit seizoen. Begin 9 juli sterkte Emilia aan tot een orkaan van de eerste categorie om vervolgens later nog categorie 3 te bereiken. De piekintensiteit van deze storm werd bereikt op 10 juli met windsnelheden van 220 km/u en een luchtdruk van 945 mbar als een orkaan van de vierde categorie Binnen 2 dagen na de piekintensiteit zwakte Emilia af tot een orkaan van de eerste categorie.
Op 17 juli passeerde het restant van Emilia, een lagedrukgebied, het zuiden van Hawaii.
1990 · 1991 · 1992 · 1993 · 1994 · 1995 · 1996 · 1997 · 1998 · 1999 · 2000 · 2001 · 2002 · 2003 · 2004 · 2005 · 2006 · 2007 · 2008 · 2009 · 2010 · 2011 · 2012 · 2013 · 2014 · 2015 · 
2016 · 2017 · 2018